# Spilosoma krieghoffi
Spilosoma krieghoffi är en fjärilsart som beskrevs av Pabst. 1910. Spilosoma krieghoffi ingår i släktet Spilosoma och familjen björnspinnare. Inga underarter finns listade i Catalogue of Life.